# Microposaurus
Microposaurus (betekent 'kleinogige hagedis'; uit het Grieks μικρός, 'klein' + ὤψ, 'gezicht' of 'oog' + σαῦρος, 'hagedis') is een geslacht van uitgestorven trematosauride temnospondyle Batrachomorpha (basale 'amfibieën'). Fossielen zijn bekend uit de Cynognathus Assemblage Zone van de Beaufortgroep (onderdeel van de Karoosupergroep) in Zuid-Afrika en de Rouse Hill Siltstone van Australië, die dateren uit het Anisien van het Midden-Trias. Deze aquatische dieren waren de korte snuitlijn van Trematosaurinae.

## Ontdekking
In 1923 werden de eerste soort van Microposaurus gevonden door dr. E.C. Case op een expeditie naar de Red Beds-afzetting van Wonderboom Bridge. Deze vindplaatsen, net ten zuiden van de Burgersdropformatie in de Oost-Kaap van Zuid-Afrika, behoorden tot de Cynognathus-zone. Toen de schedel werd gevonden, werd deze omschreven als ingebed met het verhemelte naar boven gericht, in een vrij zachte donkergroene schalige moddersteen, die kenmerkend is voor de amfibische levenswijze van Microposaurus. 
Sidney Henry Haughton benoemde het dier in 1925 als Microposaurus casei, waarbij de soortaanduiding Case eert als ontdekker. Het holotype is SAM-PK-6556, een schedel. Helaas was de schedel bedekt door een laag harde ijzersteen die niet kon worden verwijderd zonder de toch al geplette schedelelementen te beschadigen. Ook konden hierdoor de voor schedels typische beennaden niet beslissend worden bepaald. Vanwege deze nadelen werd later vastgesteld dat veel kenmerken die door Haughton bij zijn eerste onderzoek van het specimen werden vermeld, onjuist waren. Als gevolg daarvan merkte Damiani, toen deze zijn artikel over Microposaurus casei schreef, veel kenmerken op die Haughton onjuist had benoemd of beschreven.
Enkele decennia later werd een nieuwe Microposaurus-soort ontdekt. Tijdens een expeditie naar de Rouse Hill Siltstones uit het Anisien, vond Steven Avery het holotype AM F.135895, een snuit met onderkaken, en enige exemplaar van Microposaurus averyi, in 2012 benoemd door A. Anne Warren-Howie. In tegenstelling tot Microposaurus casei, werd dit exemplaar gevonden in de Ashfield Shaleformatie van New South Wales, Australië. Op een behoorlijke afstand van Zuid-Afrika zou de omgeving tijdens de levensduur van Microposaurus in beide gevallen vergelijkbaar zijn geweest. De zeeafzetting, met zwart/grijze, slibachtige kleisteen was een aanwijzing dat Microposaurus averyi ook een amfibische levensstijl leidde.

## Fylogenie en soorten
De eerste ontdekte schedel van Microposaurus werd geplaatst in de  Trematosauridae. Gemeenschappelijke kenmerken van trematosauriden waargenomen op het specimen ware: oogkassen op de voorste helft van hun schedel, een postorbitale-prepineale groeizone, de voorste palatinale vacuïteiten waren gepaard, de transvomerine tandenrij was verminderd of afwezig, het parasphenoïde was van voor tot achter langwerpig, de exoccipitalia waren ondergeplateerd doordat het parasphenoïde naar achteren was verbreed en bij volwassen individuen waren de oogkassen klein en bevonden zich nabij de zijranden van de schedel. Op basis van deze kenmerken waren veel auteurs het eens over de evolutionaire plaatsing. Bovendien leverde een belangrijk aspect van Microposaurus casei bewijs voor afsplitsing van hun zusterfamilie Lonchorhynchinae. Het fysiek opvallende contrast tussen Microposaurus en Lonchorhynchinae was zijn blijkbaar korte snuit in vergelijking met de langwerpige tegenhanger bij de laatste.

## Beschrijving

### Microposaurus casei

#### Schedel
Behalve dat de schedel van Microposaurus casei smal, lang en wigvormig was zoals bij de meeste trematosauriden, had Microposaurus casei ook een significante ossificatie of verbening waardoor individuele schedelbotten niet te onderscheiden waren door hun onderlinge fusie. Een opmerkelijk kenmerk was de achterste plaatsing van het suspensorium, de afhangende quadrata, tot voorbij het schedeldak.
De afgeronde punt van zijn korte snuit bevatte neusgaten die dicht bij elkaar stonden en verder naar achteren, wat het gevolg was van een significante prenariële groei, dus vóór de neusgaten. Bovendien hadden de neusgaten een traanvorm door een voorste vernauwing bij de snuit. Een kenmerk van Microposaurus casei was dat de slagtanden van de symfyse van hun onderkaken uitstaken in de neusgatopeningen, wat mogelijk was doordat kleine foramina in de voorste palatinale holtes direct onder de neusgaten lagen.
Zoals bij alle Trematosauroidea, waren zijn oogkassen elliptisch (met de lange assen mediaal naar binnen georiënteerd) en hadden de verhemeltebeenderen een glad bovenvlak. Op dit oppervlak bevinden zich ook meerdere foramina, beschreven als vollediger aan de linkerkant van de schedel en relatief groot, elliptisch en enigszins vernauwd naar achteren. Dit is uniek in vergelijking met andere trematosauriden met ondiepe en driehoekige otische inkepingen.

#### Verhemelte
Net als in de schedel was het verhemelte ook zwaar verbeend met typische gepaarde anterieure palatale holtes (APV). Deze APV's werden gevormd door de premaxillae (aan de voorkant) en de ploegschaarbeenderen (aan de achterkant). Deze APV's werden aan hun voorzijde gescheiden door een posteroventraal uitsteeksel. Een andere overeenkomst was de choana die groter is bij Microposaurus maar nog steeds cirkelvormig-elliptisch lijkt. Een basaal kenmerk was de opgaande tak van het Os quadratum met de oorspronkelijke lengte en oriëntatie. Enkele verschillen waren de langwerpige parasphenoïde en pterygoïde beennaden, en een parasphenoïde dat breder achteraan was dan vooraan.

#### Gebit
Van alle stereospondylen werd het gebit van Microposaurus casei beschreven als het meest gespecialiseerd. De marginale tandenrij was mediaal teruggebogen, wat een kenmerk is van mastodonsauroïden en niet van trematosauroïden. De dicht opeengepakte marginale tanden hadden echter allemaal pleurodonte implantaties met antero-posterieure compressie aan de basis. De palatale tandenrij was verkleind met kleine tanden op de ploegschaarbeenderen (mediaal van de choana) en op de achterste uiteinden van de ectopterygoïden. Er waren geen tanden op de verhemeltebeenderen. De voorste slagtanden waren enorm groot, waarbij de tand op het linkerploegschaarbeen ongeveer vijf centimeter hoog was en de kleinste op het linkerectopterygoïde drie centimeter hoog. De palatinale tanden en de slagtanden waren acrodont, dus vergroeid met het bot.

#### Achterhoofd
Exoccipitale condylen waren aanwezig met een grote, ronde omtreklijn. De paroccipitale uitsteeksels waren aan elke condylus bevestigd, maar waren nauwelijks bewaard in het specimen. Een enkel, groot foramen paraquadratum werd vastgesteld nabij de posterolaterale rand van de schedel.

### Microposaurus averyi
Drie onderscheidende kenmerken werden vastgesteld op het Microposaurus averyi-exemplaar. De sterk vergrote anterieure emarginatie van de externe neusgaten was meer naar voren geplaatst. De APVs waren wijd gescheiden zonder het uitsteeksel van de premaxilla dat Microposaurus casei bezit. Er was een mediale subrostrale fossa in de premaxillae, dus in hun binnenste onderzijde.

## Geologie en paleobiologie
Microposaurus leefde tijdens het Anisien van het Trias. De overgang van het Perm-Trias had meer aquatische omgevingen voor deze soorten geschapen om te overleven. In het Karoo-bekken van Zuid-Afrika zijn na het uitsterven meerdere nieuwe rivieren ontstaan die door delen van het continent stroomden.
Uit de aquatische levensstijl van Microposaurus werd geconcludeerd dat het voedingspatroon piscivoor was. De meeste trematosauriden waren op een bepaald moment in hun levenscyclus marien. De normale grootte van deze carnivore roofdieren was ongeveer één tot twee meter in totale lichaamslengte. Aangenomen wordt dat ze kleinere gewervelde dieren aten die in hun brede scala aan omgevingen werden aangetroffen.
Op het moment van divergentie van trematosauriden (tussen de korte en lange snuit (Lonchorhynchinae)), hadden deze aquatische zwemmers een bijna wereldwijde verspreiding. Deze brede verspreiding weerspiegelt hun mogelijke euryhaliene vermogen om zowel in zout als zoet water te leven en voorkeur voor mariene tot distale deltabiotopen. Dit blijkt uit de overeenkomende fauna-elementen van ongewervelde dieren zoals ammonoïden en tweekleppigen. Als alternatief werden mariene temnospondylen geïnterpreteerd als crisis progenitors die al waren aangepast aan verstoorde omgevingsomstandigheden tijdens de massa-extinctie, gemakkelijk die extinctie overleven en tot de eerste groepen behoren die de onbezette niches vulden tijdens de overlevings- en herstelintervallen. Dit wordt ondersteund door hun spreiding naar andere delen van Pangea leidend tot de hoge diversificatie tijdens het Vroeg-Trias, waaronder een verspreiding van Zuid-Afrika naar Zuid-Amerika (Brazilië) waar meer fossielen van stereospondylen werden gevonden. Zelfs een onderkaak van de Mukheirisformatie uit het Vroeg-Anisien van Jordanië werd ontdekt en deelde veel overeenkomsten met het geslacht, waaronder een Meckeliaanse fenestra van vergelijkbare grootte op het binnenoppervlak van de onderkaak, tanden met scherpe randen en grote hoektanden in het bovenkaaksbeen.